# Billy Breathes
Billy Breathes es el octavo álbum de estudio de la banda de rock estadounidense Phish. Es uno de los álbumes más populares de Phish, y junto con Farmhouse, se dice que ha hecho conectar a la banda, que en ese momento tenía una gran cantidad de seguidores de culto, con más seguidores. Rolling Stone ha dicho que "Billy Breathes confirma que Phish no es sólo una banda de jam sessions de Burlington, Vermont."
La canción más exitosa de la banda, "Free", pertenece a este álbum, llegando al número 11 en el Billboard Mainstream Rock Tracks Chart y al número 24 de la lista Billboard Modern Rock Tracks Chart.
El álbum fue certificado oro por la RIAA el 8 de enero de 1999.
En febrero de 2009, el álbum se puso a la venta en formatos FLAC y MP3 en LivePhish.com.

## Listado de canciones
1. "Free" (Anastasio, Marshall) – 3:48
2. "Character Zero" (Anastasio, Marshall) – 3:59
3. "Waste" (Anastasio, Marshall) – 4:50
4. "Taste" (Anastasio, Fishman, Gordon, Marshall, McConnell) – 4:07
5. "Cars Trucks Buses" (McConnell) – 2:24
6. "Talk" (Anastasio, Marshall) – 3:09
7. "Theme from the Bottom" (Anastasio, Fishman, Gordon, Marshall, McConnell) – 6:22
8. "Train Song" (Gordon, Linitz) – 2:34
9. "Bliss" (Anastasio) – 2:04
10. "Billy Breathes" (Anastasio) – 5:31
11. "Swept Away" (Anastasio, Marshall) – 1:16
12. "Steep" (Anastasio, Fishman, Gordon, Marshall, McConnell) – 1:38
13. "Prince Caspian" (Anastasio, Marshall) – 5:19

## Sencillos en lista
1996, "Free" (N.º 11, Mainstream Rock Charts)
1996, "Free" (N.º 24, Modern Rock Charts)

## Personal
Trey Anastasio - guitarra, voz
Page McConnell - teclados, voz
Mike Gordon - bajo, voz
Jon Fishman - batería, voz